# Square Enix
Square Enix Holdings Co., Ltd (яп. 株式会社スクウェア･エニックス・ホールディングス Сукууэа Эниккусу Хорудингусу) — японский разработчик и издатель компьютерных игр, а также их дистрибьютор. Кроме того, компания является издателем печатной продукции, а также фильмов и сериалов. Наибольшую известность компания получила благодаря франшизам компьютерных ролевых игр Final Fantasy, Dragon Quest, Kingdom Hearts и другим. Продажи некоторых из них превысили 10 млн копий, а продажи игр франшизы Final Fantasy превысили 115 млн копий. Штаб-квартира компании расположена в здании Shinjuku Eastside Square Building в районе Синдзюку города Токио.

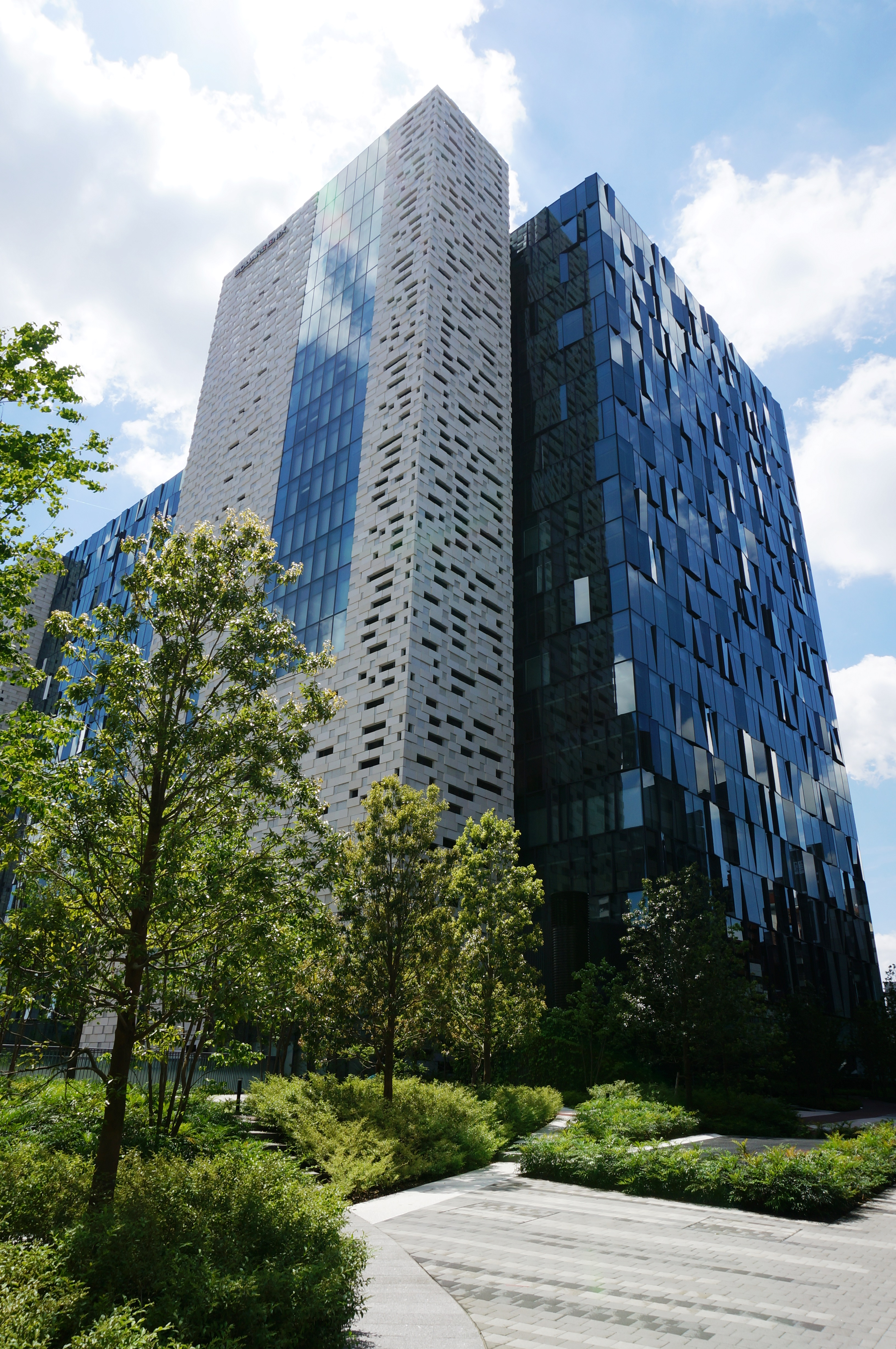
Офис компании

Изначально компания Square Enix Co., Ltd. была сформирована слиянием компаний Enix и Square в апреле 2003 года, причем Enix стала «выжившей» компанией. В ходе слияния каждая обыкновенная акция Square была обменена на 0,85 обыкновенных акций Enix. В те времена 80 % работников Square Enix составляли бывшие работники Square. В результате слияния президентом объединённой компании стал бывший президент Square Ёити Вада, бывший президент Enix Кэйдзи Хонда стал вице-президентом новой компании, а ещё один бывший работник Enix, Ясухиро Фукусима, ставший наиболее крупным акционером объединённой компании, стал почетным председателем.
В октябре 2008 года Square Enix провела разделение бизнеса, связанного с компьютерными играми, и управляющей компании. Square Enix стала Square Enix Holdings Co., Ltd. — холдинговой компанией. Внутренние японские подразделения, связанные с компьютерными играми, сформировали новую дочернюю компанию Square Enix Co., Ltd. В ходе 2014 финансового года доход компании превысил ¥150 млрд ($1,36 млрд).
Помимо своего основного подразделения Square Enix также владеет корпорацией Taito, занимающейся аркадными играми. Эта компания известна благодаря играм Space Invaders, Bubble Bobble и Darius. Также до 2022 года Square Enix принадлежал британский издатель компьютерных игр Eidos Interactive, входивший в состав Square Enix Europe, ввиду чего игры серий Tomb Raider и Deus Ex издавались под брендом Square Enix.

## История

### Enix
Компания Enix была образована 22 сентября 1975 года как сервисный центр Eidansha Boshu японским предпринимателем и бывшим архитектором Ясухиро Фукусима. Enix занималась в основном изданием компьютерных игр, часто от эксклюзивных партнёров компании. Вероятно, самой известной серией игр, изданной компанией, стала Dragon Quest для игровых приставок, которую разрабатывала компания Chunsoft. Ключевыми разработчиками компании были директор Коити Накамура, сценарист Юдзи Хории, художник Акира Торияма, композитор Коити Сугияма. Dragon Quest, первая ролевая игра компании для Famicom вышла в 1986 году. Со временем продажи игры в Японии превысили 1,5 млн копий, что сделало эту франшизу компании наиболее доходной. После заявления от постоянного и основного конкурента Square о том, что они будут разрабатывать игры эксклюзивно для игровой приставки PlayStation, Enix в январе 1997 объявила о том, что будет выпускать игры как для приставок от Nintendo, так и от Sony. Это вызвало существенно повышение котировок как акций Enix, так и Sony. По состоянию на ноябрь 1999 года акции Enix были размещены в 1-й секции Токийской фондовой биржи с пометкой «крупная компания».

### Square
Компания Square была открыта в октябре 1983 года Масафуми Миямото как подразделение по разработке компьютерных игр Den-Yu-Sha, компании по строительству линий электропередачи, которой владел его отец. Несмотря на то, что в то время разработка компьютерных игр обычно велась одним программистом, Миямото был уверен, что можно повысить эффективность работы, если бы над проектом работали профессиональные сценаристы, программисты и графические дизайнеры.
В сентябре 1986 года компания стала независимой, что позволило Миямото официально её зарегистрировать как Square Co., Ltd. После издания нескольких безуспешных игр для Famicom компания в 1987 году переехала в район Уэно, Токио, где разработала ролевую игру Final Fantasy, вдохновившись успехом игры Dragon Quest 1986 года от Enix. Final Fantasy стала успехом, было продано более 400 тыс. копий. Игра превратилась в основную франшизу Square, породив большую серию игру, существующую по настоящее время.
Ведомые успехом франшизы Final Fantasy, Square разработали большое количество широко известных игры, например, Chrono Trigger, Chrono Cross, Secret of Mana, Legend of Mana, Xenogears, Brave Fencer Musashi, Parasite Eve, SaGa Frontier, Romancing SaGa, Vagrant Story, Kingdom Hearts (в сотрудничестве с Disney Interactive), Super Mario RPG (под руководством Сигэру Миямото). К концу 1994 года компания заработала репутацию издателя высококачественных компьютерных ролевых игр. Square была одной из большого числа компаний, планировавших разработку для приставки Nintendo 64. Однако, ввиду более низкой стоимости разработки для приставок, основанных на CD-ROM — таких как Sega Saturn и PlayStation, компания решила переключиться на разработку для последних систем. Final Fantasy VII стала одной из таких игр, её продажи составили 9,8 млн копий, при этом игра заняла второе место среди бестселлеров для PlayStation.

### Сделка по слиянию
Сделка по слиянию компаний Square и Enix прорабатывалась по крайней мере с 2000 года. Финансовый провал первого фильма Square «Последняя фантазия: Духи внутри» в 2001 году значительно уменьшил желание Enix производить слияние с теряющий деньги компанией. Столкнувшись с финансовыми потерями и в следующем году, Square сблизилась с Sony для вливания капитала в компанию. В результате 8 октября 2001 года Sony купила долю 18,6 % в Square. После успеха Final Fantasy X и Kingdom Hearts финансовое состояние компании стабилизировалось, и в 2002 году компания фиксирует максимальную маржу операционной прибыли в своей истории. 25 ноября 2002 года было анонсировано продолжение переговоров по слиянию Square и Enix. Целями слияния были поставлены обоюдное снижение стоимости разработки и усиление конкуренции с иностранными разработчиками. Президент и CEO Square описывал ситуацию перед слиянием следующим образом: «Square тоже полностью восстановилась, то есть слияние происходит в момент, когда обе компании достигли своих максимальных высот».
Некоторые акционеры испытывали сомнения на счет слияния. Наиболее заметным из них был Миямото, основатель и крупнейший акционер Square, поскольку после объединения под его контролем оказывалась существенно меньшая доля объединённой компании. Такаси Оя (англ. Takashi Oya) из Deutsche Securities с другой стороны критиковал сделку, он высказывал сомнения в выгодах такого слияния: «Enix имеет немного собственных разработчиков и отдает разработку на аутсорсинг, тогда как Square все делает самостоятельно. Их слияние не несет негативных факторов, и будет практически бесполезно в результате объединения операционной деятельности». Сомнения Миямото были развеяны повышением коэффициента обмена акций Square на акции Enix с 1:0,81 до 1:0,85. После этого сделка была одобрена. Сделка произошла 1 апреля 2003 года, в результате которой была создана новая организация, Square Enix. После объединения более 80 % работников Square Enix составляли бывшие работники Square. В результате слияния президентом объединённой компании стал бывший президент Square Ёити Вада, бывший президент Enix Кэйдзи Хонда стал вице-президентом новой компании. Ясухиро Фукусима, основатель Enix и крупнейший акционер объединённой компании, стал почетным председателем.
В результате слияния компания Enix «выжила» и была переименована в Square Enix, а компания Square Co., Ltd. была упразднена. В июле того же года штаб-квартира Square Enix была перемещена в район Сибуя, Токио как часть плана по слиянию двух компаний.

### Поглощения и дочерние общества
После слияния в 2003 году Square Enix поглотила ряд компаний, а также создала ряд дочерних компаний. Для усиления позиций на рынке мобильных приложений Square Enix в марте 2004 года приобретает разработчика мобильных приложений UIEvolution, который был продан в декабре 2007 года. Вместо этой компании Square Enix в январе 2009 года организовала собственную компанию Square Enix MobileStudio, сконцентрированную на мобильных продуктах. В январе 2005 года основана компания Square Enix China, которая представляет интересы Square Enix на рынке Китайской Народной Республики.
В сентябре того же года Square Enix приобрела разработчика и издателя игр Taito Corporation, известного благодаря популярным играм Space Invaders и Bubble Bobble. Подразделения Taito по разработке игр для домашних и переносных игровых приставок были объединены с соответствующими подразделениями внутри самой Square Enix в марте 2010 года. В августе 2008 года у Square Enix были планы по приобретению доли как минимум в 30 % в Tecmo, разработчике компьютерных игр. Однако, Tecmo отвергла предложение.
Тогда в феврале 2009 года Square Enix анонсирует сделку о покупке Eidos plc — холдинговой компании Eidos Interactive, британского издателя игровых франшиз Tomb Raider, Hitman, Deus Ex, Thief и Legacy of Kain, а также множества дочерних компаний-разработчиков компьютерных игр. Поглощение Eidos завершилось в апреле 2009 года, а в ноябре издательское подразделение было объединено с собственной издательской компанией Square Enix в Европе, в результате чего была образована Square Enix Europe.
В марте 2011 года Square Enix основала другую компанию по разработке мобильных приложений — Hippos Lab, а в 2012 году ещё одну — Square Enix Montreal. Третья компания по разработке мобильных игр, Smileworks, была открыта в Индонезии в январе 2015 года. Недолго, с сентября 2014 по январь 2016 года, существовала компания Shinra Technologies, разрабатывавшая облачные игры. В 2015 году Square Enix основала студию, известную как Tokyo RPG Factory, для разработки проекта, который потом стал игрой I Am Setsuna. 21 февраля 2017 года было объявлено о создании новой студии Studio Istolia. Эта студия, возглавляемая Хидэо Баба (англ. Hideo Baba) будет работать над проектом Project Prelude Rune новой ролевой игры.
2 мая 2022 года представители Embracer Group объявили, что компания собирается приобрести три студии (Crystal Dynamics, Eidos Montreal и Square Enix Montreal) и права на несколько игровых серий у Square Enix (Tomb Raider, Deus Ex, Thief, Legacy of Kain и более 50 игр из каталога Square Enix Holdings). При этом Square Enix продолжит издавать часть своих игровых серий вроде Just Cause и Life is Strange. С помощью соглашения Square Enix рассчитывает адаптироваться к грядущим «изменениям в мировом бизнесе» и заняться изучением новых отраслей вроде блокчейна, искусственного интеллекта и облачных технологий. Общая сумма сделки составляет 300 млн долларов.

## Структура компании
1 октября 2008 года Square Enix была преобразована в холдинговую компанию и была переименована в Square Enix Holdings. Одновременно с этим игровой, творческий и издательский бизнесы были переданы в новую компанию Square Enix, вошедшую в холдинговую компанию и размещенную в её офисе. Основные офисы Square Enix и Square Enix Holdings находятся в здании Shinjuku Eastside Square Building, расположенном в районе Синдзюку, Токио.

### Организация разработки
После слияния в 2003 году подразделение разработки Square Enix было организовано из восьми Отделов разработки продуктов (англ. Product Development Divisions, яп. 開発事業部) Square и двух аналогичных отделов Enix, каждый из которых нацелен на разработку различных групп игр. Эти отделы распределены по различным офисам. Например, 5-й отдел (англ. Product Development Division 5) размещен в офисах в Осаке и Токио.
Согласно Ёити Вада, подразделение разработки к марту 2007 года было реорганизовано из системы отделов разработки в систему, основанную на проектах. Однако, до 2013 года команды, ответственные за серии Final Fantasy и Kingdom Hearts, совокупно описывались как 1-й отдел производства (англ. 1st Production Department, яп. 第1制作部). 1-й отдел производства был сформирован осенью 2010 года из совокупности отделов разработки Square Enix, расположенных в Токио и Осаке, а Синдзи Хасимото стал его руководителем.
В декабре 2013 года производственные подразделения Square Enix были реорганизованы в 12 бизнес-отделов (англ. Business Divisions). С учётной записи в Twitter, которая ранее принадлежала 1-му отделу производства, теперь распространяется информация об играх, разрабатываемых бизнес-отделами с 1 по 4.

### Модель бизнеса
В центре бизнес-модели Square Enix находится идея «полиморфного контента», которая предполагает разработку франшиз для множества разнообразного оборудования, а не ограничение в рамках одной игровой платформы. Ранним примером этого подхода является серия манги «Стальной алхимик» от Enix, которая получила адаптации в виде двух аниме-сериалов, двух полнометражных фильмов, нескольких романов и компьютерных игр. Среди других «полиморфных» проектов можно выделить серию «Компиляция Final Fantasy VII», Code Age Commanders, серию игр Mana, вселенную «Ивалис», а также неоконченную, по состоянию на 2016 год, серию Fabula Nova Crystallis Final Fantasy. Согласно Ёити Вада: «Вообще, очень сложно сорвать джекпот. Но, единожды его сорвав, мы должны выжать из него весь сок». Аналогично серии Greatest Hits от Sony, у Square Enix также есть серия Ultimate Hits, в рамках которой компания переиздает свои бестселлеры по сниженным ценам.
В основе обычной модели гейм-дизайна Square Enix лежат прежде всего сюжет, персонажи и художественное оформление. Боевые системы, игровые карты местности и катсцены разрабатываются позже. Согласно Таку Мурата, такой процесс стал моделью разработки после успеха игры Final Fantasy VII от Square в 1997 году. В проекте по созданию Final Fantasy XIII принимали участие до 180 художников, 30 программистов и 36 гейм-дизайнеров, однако имеются результаты исследований, по которым в будущем возможна реструктуризация с передачей крупномасштабных разработок на аутсорсинг.

## Интеллектуальная собственность

### Компьютерные игры
Компьютерные игры — основная сфера деятельности Square Enix, компания получила наибольшую известность благодаря франшизам своих ролевых игр. Крупнейшим бестселлером среди них является франшиза Final Fantasy, начатая в 1987 году. По состоянию на июнь 2014 года общемировые продажи франшизы составили более 110 млн копий. Другая франшиза с высокими показателями продаж — Dragon Quest, начатая в 1986 году. Эта франшиза входит в число наиболее популярных в Японии, и продажи новых игр серии регулярно превосходят продажи других игр в момент выхода. Общемировые продажи превышают 71 млн копий. Более поздняя франшиза Kingdom Hearts (разрабатываемая с 2002 года в сотрудничестве с Disney Interactive) также стала популярной, продажи превысили 20 млн копий по состоянию на март 2014 года. Среди других популярных серий разработки Square Enix можно выделить серию SaGa (продано примерно 10 млн копий с 1989 года), серию Mana (более 6 млн копий с 1991 года) и серию Chrono (более 5 млн копий с 1995 года). Кроме указанных игровых серий многие игры Square Enix получили высокие оценки прессы, 27 игр были включены в список журнала Famitsu 2006 года «100 лучших игр», причем в первой десятке оказалось 7 игр компании с Final Fantasy X на 1 позиции. Также компания получила премию издания IGN как лучший разработчик для Playstation 2 2006 года.
Изначально и Square, и Enix разрабатывали в основном для домашних приставок Nintendo, однако Square Enix в настоящее время разрабатывает игры для самых разных систем. В cедьмом поколении игровых систем компания выпускала игры на трех основных системах, например, Final Fantasy XIII вышла на PlayStation 3 и Xbox 360, а Dragon Quest X — на Wii. Square Enix также ведет разработку игр и для переносных игровых систем, в том числе для Game Boy Advance, Nintendo DS, PlayStation Portable, Nintendo 3DS и PlayStation Vita. Также компания разрабатывает игры для PC-совместимых ПК под управлением ОС Microsoft Windows, для множества моделей мобильных телефонов и современных смартфонов. Игры Square Enix для мобильных телефонов стали доступны в 2004 году в европейских сетях оператора Vodafone, в том числе в Германии, Великобритании, Испании и Италии.
Ещё до запуска PlayStation 3 Митихиро Сасаки, старший вице-президент Square Enix, так рассуждал об этой приставке: «Нам не хотелось бы, чтобы PlayStation 3 стала полным провалом, поэтому мы хотим поддержать её, но нам также не хотелось бы, чтобы она стала подавляющим лидером, поэтому мы не должны поддерживать её слишком сильно». Square Enix подтвердила свою приверженность к изданию игр на разных платформах в 2007 году, пообещав усилить поддержку североамериканского и европейского рынков, для которых разнообразие игровых систем является более важным фактором, нежели в Японии. Интерес компании к разным платформам стал очевиден, когда в 2008 году было объявлено об издании для Xbox 360 игры Final Fantasy XIII, в то время выпущенной эксклюзивно для PlayStation 3.
В 2008 году Square Enix выпустила первую игру для iPod — Song Summoner: The Unsung Heroes. В том же году Square Enix основала новую студию Pure Dreams для разработки игры для детей младшего возраста. В этом же году вышли первые две игры этой студии — Snoopy DS: Let’s Go Meet Snoopy and His Friends! и Pingu’s Wonderful Carnival. После поглощения Eidos в 2009 году Square Enix объединила её со своими европейскими подразделениями, основав Square Enix Europe, которая продолжает издавать бывшие франшизы Eidos, такие как Tomb Raider (продажи — 63 млн копий), Hitman (15 млн копий), Deus Ex (4 млн копий), Thief (2,5 млн копий), Legacy of Kain (3,5 млн копий). Также Square Enix выступает в качестве японского издателя игр Ubisoft с 2009 года.

### Игровые движки
Во внутренних студиях Square Enix было разработано по меньшей мере два заметных игровых движка. В 2004 году компания начала работу над «общепринятым форматом 3D» (англ. common 3D format), который мог бы использоваться во всей компании для разработки игр без привязки к определённой системе. Эта работа привела к созданию движка Crystal Tools, который совместим с PlayStation 3, Xbox 360, ПК под управлением ОС Windows и, в определённой степени, с Wii. Впервые он был показан на E3 2005 в виде технической демонстрации и далее был использован в демоверсии Final Fantasy XIII для изучения реакции на него. Crystal Tools также был использован в Final Fantasy Versus XIII до её переименования в Final Fantasy XV и перевода на системы следующего поколения. Улучшение движка продолжалось в ходе разработки Final Fantasy XIII-2, он был существенно переделан для игры Lightning Returns: Final Fantasy XIII. О разработке новых игр на этом движке не сообщалось, поэтому считается, что разработка этого движка полностью прекращена ввиду замены на новый движок — Luminous Engine.
Второй основной движок компании — Luminous Engine, предназначенный для игровых систем восьмого поколения. Впервые он был представлен на E3 2012 в технической демонстрации, названной Agni’s Philosophy. Первым крупным проектом, созданном с использованием Luminous Engine, стала игра Final Fantasy XV. Разработка движка происходила вкупе с игрой, и разработка игры в значительной степени помогла с оптимизацией движка.
И до, и после данных движков в Square Enix было создано большое число индивидуальных движков специально для определённых игр и платформ. Также Square Enix часто использовала сторонние движки и языки программирования в своих играх. Так, Unreal Engine 3 от Epic Games использован в играх наподобие The Last Remnant, а его более свежая версия Unreal Engine 4 использована в ряде проектов, например, Dragon Quest XI и Kingdom Hearts III. Также компания использовала движок Unity для некоторых игр, в том числе I Am Setsuna, Lost Sphear и SaGa: Scarlet Grace. Язык программирования Squirrel использован в версии Final Fantasy Crystal Chronicles: My Life as a King для WiiWare.

### Онлайн-игры
Свою первую онлайн-игру Cross Gate Enix опубликовала в 2001 году в Японии, материковом Китае и на Тайване ещё до слияния со Square. Square выпустила онлайн-игру Final Fantasy XI в 2002 году — изначально для PlayStation 2, а впоследствии и для персональных компьютеров. После громкого успеха Final Fantasy XI была портирована двумя годами позже также и на Xbox 360, где стала первой игрой жанра MMORPG. Все версии игры работали через PlayOnline, кросс-платформенную игровую интернет-площадку и интернет-службу, разработанную Square Enix. Эта площадка использовалась как онлайн-служба для множества игр, разработанных и выпущенных Square Enix в то десятилетие. Наблюдая за успехом своих MMORPG, компания начинает разработку новой игры — Fantasy Earth: The Ring of Dominion. Лицензию на издание игры в Японии получил местный игровой портал GamePot, а игра была издана в Японии под названием Fantasy Earth: Zero. В 2007 году Square Enix выпустила сиквел Cross Gate — игру Concerto Gate.
MMORPG следующего поколения под кодовым названием Rapture разрабатывалась командой, ответственной за Final Fantasy XI, основываясь на игровом движке компании Crystal Tools. Эта игра была представлена на E3 2009 как Final Fantasy XIV. Выход игры планировался на 20 сентября 2011 года для PlayStation 3 и Microsoft Windows. В сентябре 2011 было объявлено об игре Dragon Quest X для приставок Wii и Wii U от Nintendo. Эти версии вышли соответственно 2 августа 2012 года и 30 марта 2013 года. Как в случае с Final Fantasy XIV, в этой игре использован Crystal Tools.
Square Enix также разрабатывает игры для Facebook, например, Legend World, Chocobo’s Crystal Tower или Knights of the Crystals, а также онлайн-игры для Yahoo! Japan, такие так Monster x Dragon, Sengoku Ixa, Bravely Default: Praying Brage, Star Galaxy and Crystal Conquest.
8 мая 2012 Square Enix объявила о сотрудничестве с Bigpoint для создания free-to-play платформы для облачных игр, которая «запускает пользователя в „безграничные игровые миры“ прямо через их браузеры». Эта платформа была запущена под названием CoreOnline в августе 2012 года. С заявлением об «ограниченном коммерческом охвате» она была закрыта 28 ноября 2013 года. В Японии компания запустила другую службу для онлайн-игр под названием Dive In в октябре 2014 года. Эта служба позволяла осуществлять игрокам стриминг игр с приставки на устройства под управлением iOS и Android. Монетизация службы производилась на основе времени доступа к игре, причем первые 30 минут в каждой игре предоставлялись бесплатно. Эта служба была закрыта 13 сентября 2015 года.

### Игры для аркадных автоматов
В результате поглощения Square Enix бизнеса Taito компания приобрела оборудование и инфраструктуру аркадных автоматов и вышла на этот рынок в 2005 году. В 2010 Taito раскрыла информацию о службе NESiCAxLive — интернет-службе сохранения игр и обмена предметами через интернет вместо получения физических копий. Эта система была внедрена во множество мест установки аркадных автоматов. В Японии компания продолжает поставлять аркадные игры категории «только для взрослых». В 2015 году игровые продюсеры утверждали, что у Square Enix очень лояльная фан-база, которая ценит опыт аркадных игр.

### Фильмы
Компания трижды заходила в киноиндустрию. Первая попытка — фильм «Последняя фантазия: Духи внутри» (2001 г.) была осуществлена Square Pictures, дочерней компанией Square, до слияния с Enix. В настоящее время Square Pictures — собственность объединённой корпорации Square Enix. Из-за финансового провала картины сделка по объединению Square и Enix была отложена, пока Square вновь не начала показывать прибыльность, поскольку вопрос о слиянии был поднят незадолго до выхода фильма. В последующие годы Square Enix также выпускала анимационные фильмы, основанные на играх серии Final Fantasy: так, в 2005 году был выпущен CGI-фильм «Последняя фантазия VII: Дети пришествия», служащий продолжением игры Final Fantasy VII. В 2016 году вышел CGI-фильм «Кингсглейв: Последняя фантазия XV» и выполненный в более традиционной технике рисованной анимации сериал Brotherhood: Final Fantasy XV; вместе они представляли собой предысторию выпущенной позже в том же году игры Final Fantasy XV. Eidos Montreal как дочерняя компания Square Enix также сотрудничала с компанией CBS Films в работе над невыпущенным фильмом, основанным на игре Deus Ex: Human Revolution.

### Манга
В Японии у компании есть отдел по изданию манги (изначально принадлежавший Enix) под названием Gangan Comics, он издает свою продукцию только для японского рынка. Тем не менее, в 2010 году Square Enix открыла интернет-магазин цифровых версий манги для североамериканской аудитории посредством собственной службы Members. Таким образом доступны несколько заметных серий, вошедших в антологии Gangan. В число изданий Gangan Comics входят «Стальной алхимик», Soul Eater и множество иных наименований. Помимо оригинальных работ Square Enix издает ряд адаптаций своих игровых серий, например Dragon Quest, Kingdom Hearts и Star Ocean. Некоторые из них получили аниме-адаптации. Самым успешным изданием Square Enix является «Стальной алхимик», общемировые продажи которого превышают 64 млн копий. В США лицензию на издание серии получило издательство Viz Media, а права на распространение двух аниме-адаптаций были даны Funimation Entertainment.

### Сувениры и сопутствующая продукция
Square Enix создает сувенирную и сопутствующую продукцию практически для всех своих игровых франшиз, однако значительная часть ассортимента предлагается только в Японии. Игровой онлайн-портал PlayOnline, принадлежавший ранее Square Enix, занимался продажей сопутствующих товаров по разным игровым франшизам, в том числе Parasite Eve, Vagrant Story, Chocobo Racing, Front Mission, Chrono Cross, Final Fantasy. Популярным сувениром также являются талисманы из игровых серий, такие как Чокобо из серии Final Fantasy, который был представлен в виде резиновой уточки, плюшевой игрушки, его изображение наносилось на кружки и т. п. Для представления Final Fantasy Fables: Chocobo Tales компания разработала костюм данного персонажа. Персонаж Slime из вселенной Dragon Quest также часто появлялся на сувенирах Square Enix, особенно часто в Японии. В японском интернет-магазине сувениров Square Enix имеется отдельная секция Smile Slime, в которой представлены товары, посвященным этому персонажу. Образ Slime представлен в виде плюшевых игрушек, на пеналах для пишущих принадлежностей, цепочках для ключей, игровых контроллерах, стилусах, а также в нескольких настольных играх, включая Dragon Quest Slime Racing. В Японии продавались паровые булочки со свининой в форме Slime. На 25-ю годовщину серии Dragon Quest продавались особые предметы, включая визитных карточки, сумки и кристальные фигурки. Персонажи Rabites из игровой серии Mana также представлены в сувенирной продукции Square Enix. Выпускаются плюшевые куклы, подушки, зажигалки, коврики для мыши, ремни, телефонные карты и футболки. Также Square Enix выпускает сопутствующую продукции по франшизам, которым не обладает, например, фигурки по сериям Mass Effect и Halo.

## Дочерние компании

### Текущие дочерние компании
| Название                                   | Стала дочерней   | Местонахождение              | Описание | Прим.          |
| ------------------------------------------ | ---------------- | ---------------------------- | --- | -------------- |
| Square Enix, Inc. (ранее Square Soft Inc.) | Март 1989        | Эль Сегундо, Калифорния, США | Локализация и издание японской интеллектуальной собственности. Основана под названием Square Soft, Inc. и объединена в 2003 с смежными компаниями Square USA и Square Electronic Arts, в результате была сформирована компания Square Enix USA. В 2004 переименовано в существующее название. | [ 37 ] [ 151 ] |
| Gangan Comics                              | 12 марта 1991    | Токио, Япония                | Издательство манги и журналов. | [ 152 ]        |
| Visual Works (ранее Square Visual Works)   | Июнь 1999        | Токио, Япония                | Изготовление CGI-фильмов. | [ 153 ]        |
| PlayOnline                                 | 28 января 2000   | Токио, Япония                | Сервис для онлайн-игр. | [ 154 ]        |
| Square Enix (China) Co., Ltd.              | 28 февраля 2005  | Хайдянь, Пекин, КНР          | Издание на китайском рынке. Последователь компании Square Enix Webstar Network Technology (Beijing) Co., Ltd. | [ 155 ]        |
| Taito Corporation                          | 28 сентября 2005 | Синдзюку, Токио, Япония      | Разработка аркадных игр для Square Enix. Серии игры Space Invaders, Bubble Bobble, Groove Coaster. | [ 156 ]        |
| Square Enix Mobile Studio                  | Январь 2008      | Саппоро, Япония              | Разработка и издание мобильных игр. | [ 31 ] [ 49 ]  |
| Square Enix Co., Ltd.                      | 1 октября 2008   | Сибуя, Токио, Япония         | Головное подразделение по разработке и изданию компьютерных игры, включает бизнес-отделы с 1 по 11 и издательскую компанию. Серии Final Fantasy, Dragon Quest, Kingdom Hearts. | [ 14 ] [ 49 ]  |
| Eidos Shanghai                             | 22 апреля 2009   | Шанхай, КНР                  | Подразделение Square Enix Europe. Поддержка аутсорсинга. | [ 36 ]         |
| Hippos Lab                                 | 7 марта 2011     | Токио, Япония                | Подразделение Square Enix Co., Ltd. по разработке игр для смартфонов. | [ 38 ]         |
| Tokyo RPG Factory                          | 2015             | Синдзюку, Токио, Япония      | Подразделение разработки Square Enix Co., Ltd. | [ 157 ]        |
| Square Enix Collective                     | 2016             | Лондон, Великобритания       | Поставщик услуг для разработчиков Инди-игр. | [ 158 ]        |
| Studio Istolia                             | 21 февраля 2017  | Синдзюку, Токио, Япония      | Подразделение разработки Square Enix Co., Ltd. | [ 159 ]        |

### Упраздненные дочерние компании
| Название | Стала дочерней           | Закрыта или продана | Местонахождение                           | Описание | Прим.           |
| --- | ------------------------ | ------------------- | ----------------------------------------- | --- | --------------- |
| Enix America Corporation Inc.                                                                                          | 1990                     | Ноябрь 1995         | Редмонд, Вашингтон, США                   | Первое американское подразделение Enix. | [ 160 ] [ 161 ] |
| Square USA, Inc (ранее Square L.A., Inc.)                                                                              | август 1995              | 1 апреля 2003       | Коста-Меса, Калифорния, США               | Американское исследовательское подразделение и разработчик Square Co. Ltd. | [ 162 ]         |
| DigiCube | 6 февраля 1996           | 26 ноября 2003      | Токио, Япония                             | Маркетинговое и дистрибьюторское подразделение Square Co. Ltd. в Японии. | [ 163 ]         |
| Square Electronic Arts                                                                                                 | 27 апреля 1998           | 1 апреля 2003       | Коста-Меса, Калифорния, США               | Совместное предприятие с Electronic Arts по изданию в Америке. | [ 164 ]         |
| Taito Soft Corporation (ранее The Game Designers Studio)                                                               | 22 июня 1999             | 11 марта 2010       | Хиракава-тё, 2-тёме, Тиёда, Токио, Япония | Торговая марка разработчика игр для Square Enix Co., Ltd. | [ 165 ] [ 166 ] |
| Enix America Inc. | 1999                     | 1 апреля 2003       | Сиэтл, округ Кинг, США                    | Совместное предприятие Enix и Eidos Interactive для издания игр Enix на западных рынках.                                                                                            | [ 167 ] [ 168 ] |
| Square Enix Webstar Network Technology (Beijing) Co., Ltd. (ранее Enix Webstar Network Technology (Beijing) Co., Ltd.) | 2001                     | 28 февраля 2005     | Пекин, КНР                                | Издательское подразделение Enix в Китае. | [ 155 ]         |
| Eidos Hungary | 2002 (Eidos Interactive) | 19 апреля 2010      | Будапешт, Венгрия                         | Первоначально самостоятельная студия под названием Mithis Entertainment, поглощенная Eidos в 2006 году.                                                                             | [ 169 ]         |
| UIEvolution | Март 2004                | 17 декабрь 2007     | Белвью, Вашингтон, CIF                    | Подразделение разработки мобильных игр Square Enix. | [ 30 ]          |
| Taito Art Corporation                                                                                                  | 28 сентября 2005         | 28 июля 2008        | Токио, Япония                             | Туристическое и страховое агентство, принадлежавшее Taito. | [ 170 ]         |
| Taito Tech Co., Ltd.                                                                                                   | 28 сентября 2005         | 28 июля 2008        | Токио, Япония                             | Обслуживание и перевозка оборудования, принадлежащего Taito. | [ 170 ]         |
| SPC‐NO.1 Co., Ltd | 1 июня 2009              | 1 февраля 2010      | Токио, Япония                             | Родительская компания ES1 Corporation, которая объединилась с Taito Corporation. | [ 166 ]         |
| Smileworks | 17 июня 2013             | 14 января 2015      | Джакарта, Индонезия                       | Разработка для смартфонов под управлением iOS, Android, Windows Phone и ОС от Nokia.                                                                                                | [ 171 ] [ 172 ] |
| Shinra Technologies | 18 сентября 2014         | Январь 2016         | Нью-Йорк, США                             | Облачные вычисления. Компания была создана с расчётом на привлечение сторонних инвесторов, но не смогла этого сделать и была закрыта менее чем через два года.                      | [ 40 ] [ 41 ]   |
| IO Interactive | 22 апреля 2009           | 16 июня 2017        | Копенгаген, Дания                         | Датская студия по разработке компьютерных игр, поглощенная Eidos в 2003 году. В 2017 году IO Interactive выкупила саму себя у Square Enix, вернув себе статус независимой компании. | [ 173 ]         |
| Square Enix Europe | Декабрь 1998             | май 2022            | Лондон, Великобритания                    | Головная компания на западе, издание игр серий Tomb Raider, Deus Ex, Just Cause. Продана Embracer Group.                                                                            | [ 174 ]         |
| Beautiful Game Studios                                                                                                 | 22 апреля 2009           | май 2022            | Лондон, Великобритания                    | Подразделение разработки Square Enix Europe. Серия Championship Manager. | [ 174 ]         |
| Crystal Dynamics | 22 апреля 2009           | май 2022            | Редвуд-Сити, Калифорния, США              | Подразделение разработки Square Enix Europe. Продана Embracer Group. | [ 174 ]         |
| Eidos Montreal | 22 апреля 2009           | май 2022            | Монреаль, Квебек, Канада                  | Подразделение разработки Square Enix Europe. Продана Embracer Group. | [ 174 ]         |
| Eidos Interactive (ранее SCi Games)                                                                                    | 22 апреля 2009           | 10 ноября 2009      | Уимблдон, Лондон, Великобритания          | Издательское подразделение западной интеллектуальной собственности. | [ 36 ]          |
| Square Enix Montreal                                                                                                   | 2012                     | май 2022            | Монреаль, Квебек, Канада                  | Подразделение разработки мобильных игр Square Enix Europe. Продана Embracer Group.                                                                                                  | [ 174 ]         |
| Luminous Productions                                                                                                   | 27 марта 2018            | март 2023           | Токио, Япония                             | Подразделение разработки Square Enix Co., Ltd. Поглощена материнской компанией. | [ 175 ]         |